# Burger King
Ten artykuł należy dopracować:

przedstawiono sytuację tylko z polskiej perspektywy – artykuł powinien być przekrojowy.
Pomóż go poprawić. Na stronie dyskusji mogą znajdywać się pomocne komentarze.

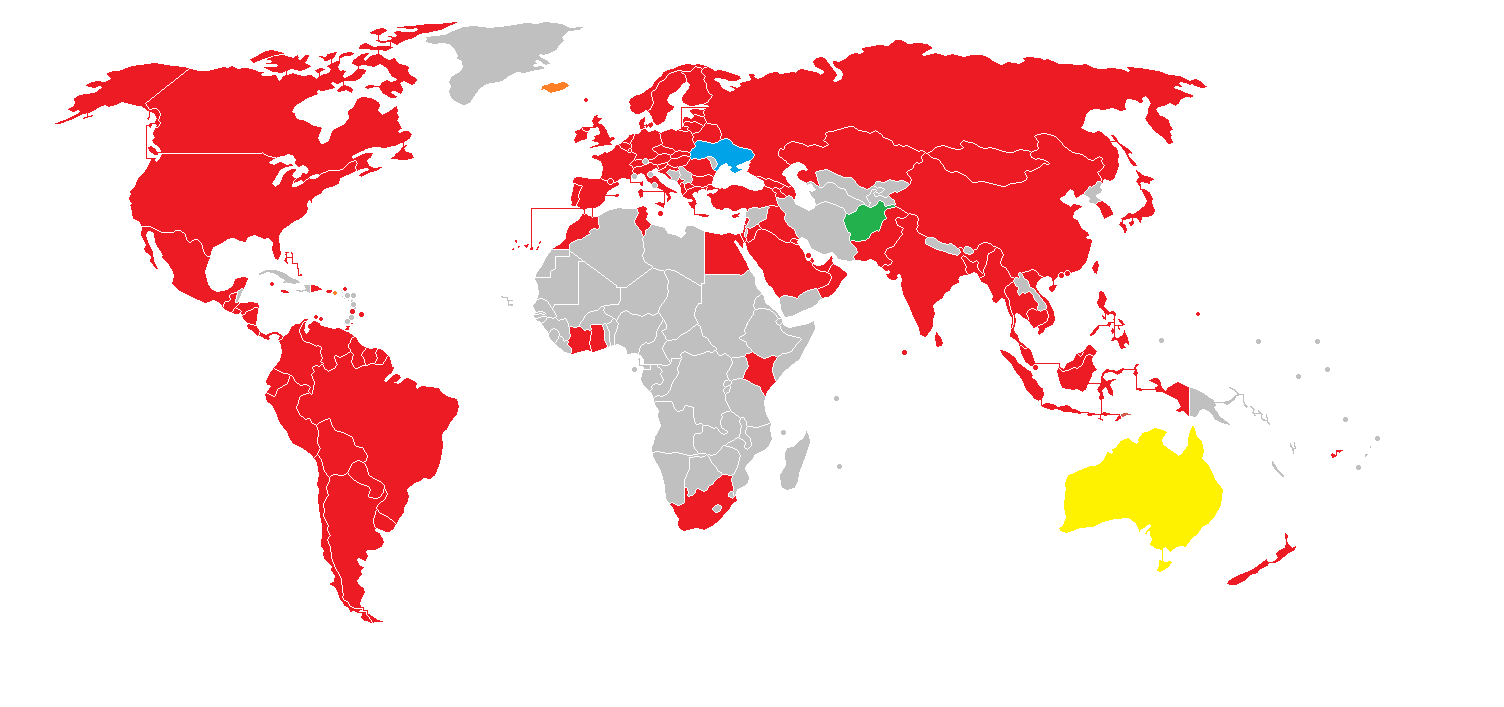
Rozmieszczenie działalności Burger King na świecie, kolor czerwony – istniejąca, kolor pomarańczowy – planowana, kolor żółty – pod inną nazwą

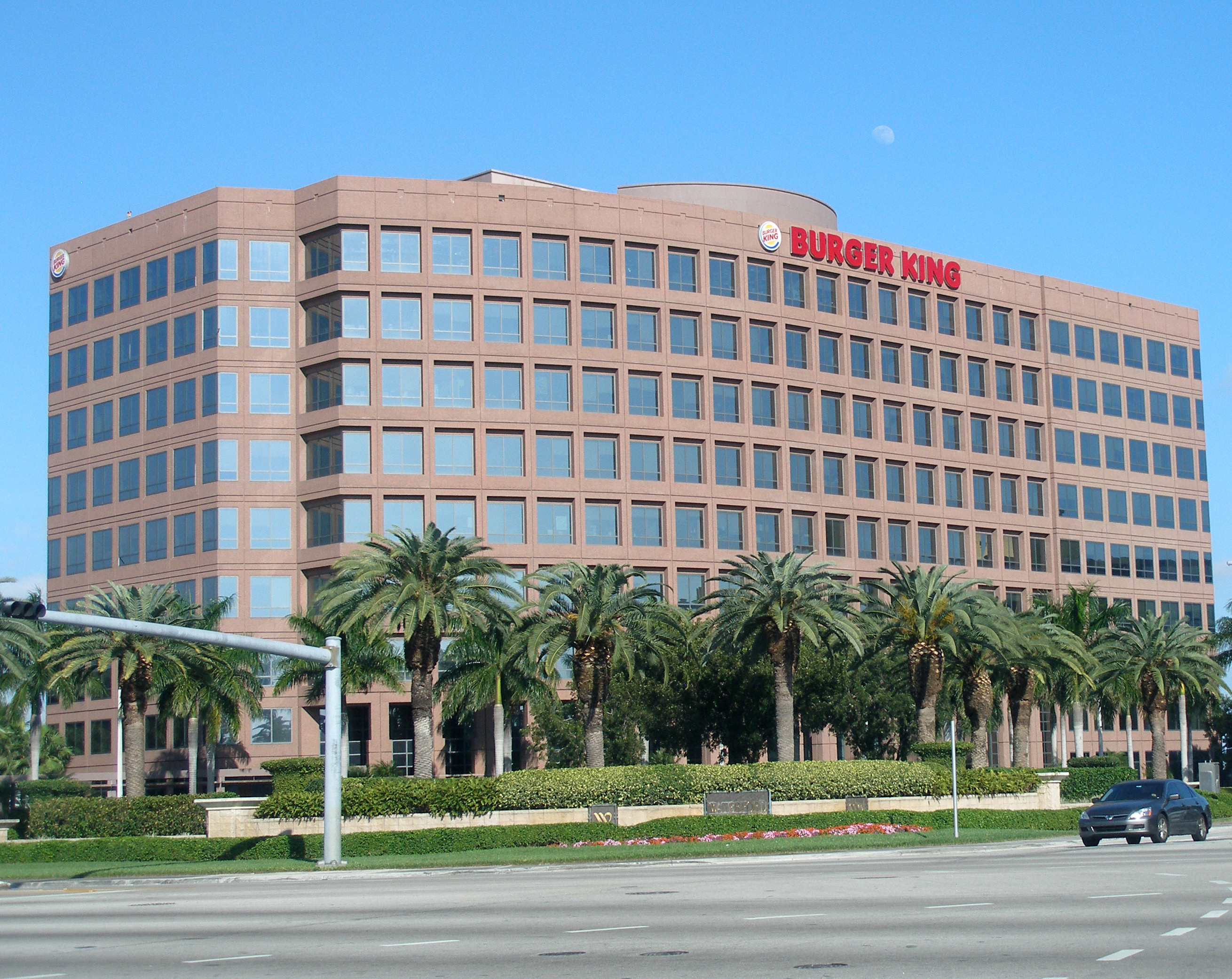
Siedziba główna Burger King

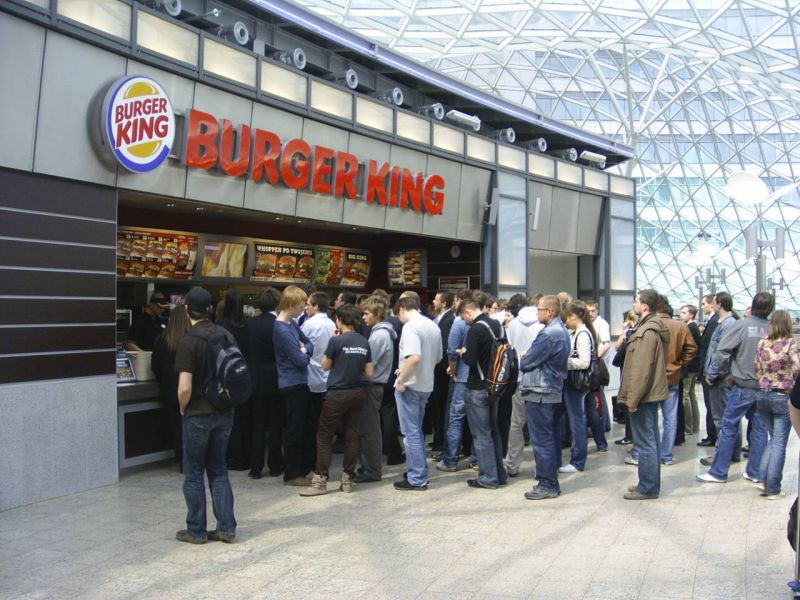
Burger King w Złotych Tarasach (Warszawa)

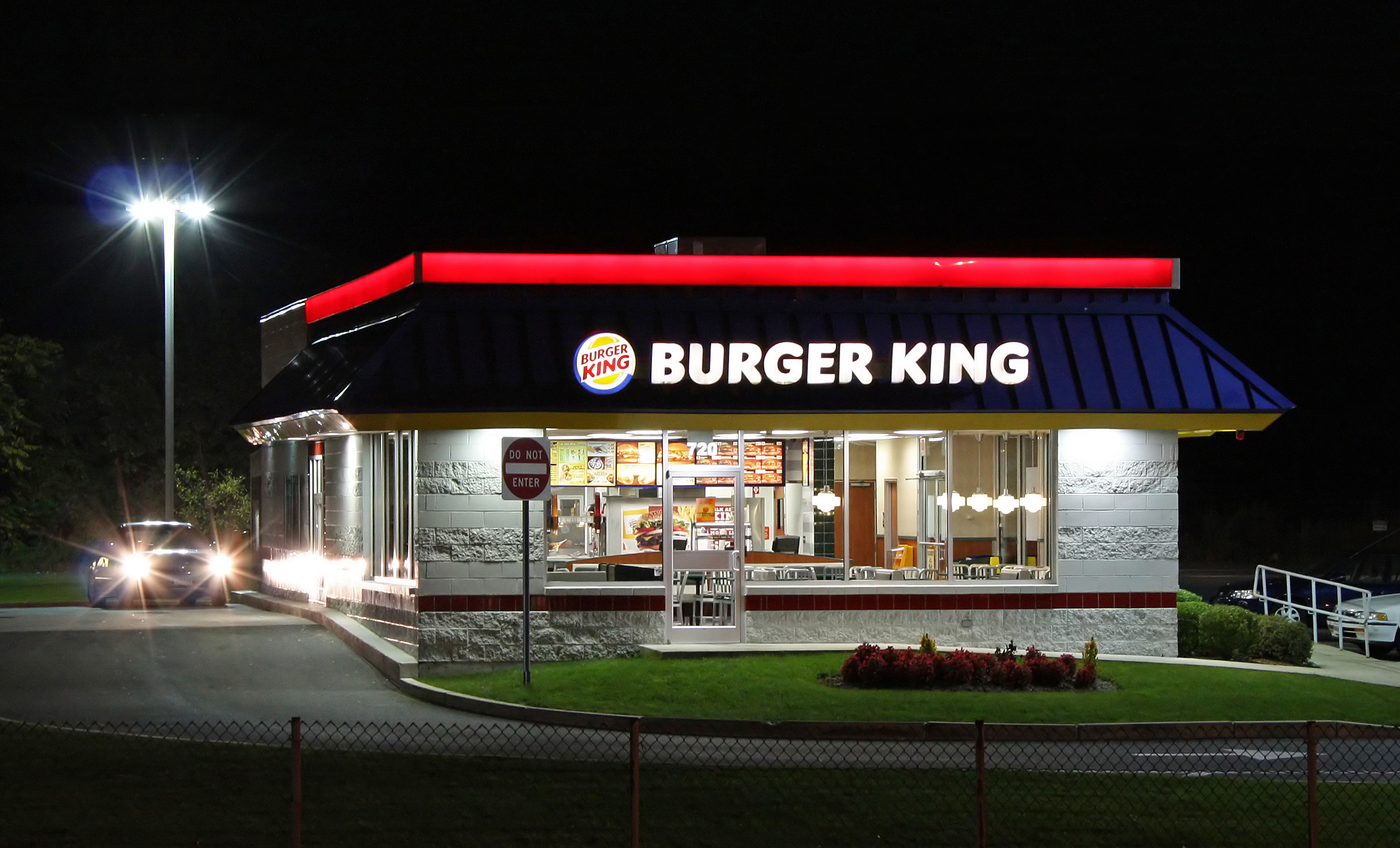
Burger King USA

Burger King (w kanadyjskiej prowincji Quebec, znany jako Roi des Hambourgeois) – sieć restauracji szybkiej obsługi typu fast food specjalizująca się głównie w burgerach, frytkach, zimnych gazowanych napojach. Najbardziej znanym produktem jest burger Whopper, który stał się jednym z symboli popkultury.
Pierwszy bar Burger King został otwarty w 1954 r. w Miami, na Florydzie. Według danych z 2016 roku sieć dysponuje ponad 15 tys. lokali, z czego blisko połowa zlokalizowana jest w USA.

## Burger King w Polsce
W 1992 r. przy pl. Zbawiciela w Warszawie otwarto pierwszy lokal. Kolejne otwierały się w następnych latach aż do 2001 roku. Ówczesny właściciel Burger King podjął decyzję o wycofaniu się z Polski. AmRest Holdings kupił część lokali po Burger King o otworzył w nich KFC. Powodem wycofania był cenowy konkurent McDonald’s. 6 z 23 lokali zostało zamkniętych, a pozostałe 17 zamieniono na restauracje KFC.
W 2007 r. AmRest Holdings postanowiło reaktywować markę w Polsce. Pierwszy lokal w warszawskich Złotych Tarasach otwarty został 3 maja 2007 roku.
Pod koniec 2016 r. Burger King miał w Polsce 47 barów w 17 miastach: w Warszawie, Łodzi, Wrocławiu, Krakowie, Kielcach, Radomiu, Poznaniu, Opolu, Częstochowie, Gdańsku, Katowicach, Lublinie, Szczecinie, Trójmieście, Koszalinie, Bielsku-Białej i Bydgoszczy.